# DFa (Inschrift)
DFa ist die Abkürzung einer Inschrift von Dareios I. (D). Sie wurde in Phanagoria (F) entdeckt und von der Wissenschaft mit einem Index (a) versehen. Die Inschrift liegt in altpersischer Sprache vor und ist stark fragmentiert.

## Inhalt
Das Fragment besteht aus sechs Zeilen, bei denen die Anfänge und Enden verloren gegangen sind. Mit einem einzigen vollständigen Zeichen in der ersten Zeile, drei in der zweiten, vier in der dritten und vierten Zeile, drei in der fünften und vier in der letzten Zeile, konnte der Text nur in Teilstücken rekonstruiert werden.

„… of Darius(?) [the King(?) … says] Darius the King … [the sea(?)] this I [with army(?) crossed(?) then(?) I made or captured … man or men …“

„… von Darius(?) [dem König(?) … sagt] Darius der König … [das Meer(?)] das ich [mit der Armee(?) überquerte(?) dann(?) machte ich oder nahm gefangen … Mann oder Männer …“

## Beschreibung
Das Fragment der altpersischen Inschrift wurde 2016 in Phanagoria ausgegraben. 2019 erhielt die Inschrift die Bezeichnung DFa.
Das Fragment misst 41,2 × 35,9 × 11,8–14,8 cm. Der helle Stein war wahrscheinlich Teil einer Stele. Die Ausführung der Zeichen ist sorgfältig und die Oberfläche poliert. Die Rückseite ist unbearbeitet. Oben und unten sowie auf der linken Seite sind Teile des Fragments abgebrochen. Die rechte Seite ist teilweise beschädigt und die entsprechenden Zeichen sind verloren gegangen. Die Keilschriftzeichen sind zwischen 5 und 5,5 cm lang und der Zeilenabstand beträgt zwischen 6 und 6,2 cm. Die Zeichen sind bis zu 1,2 cm tief eingemeißelt. In einer Hochrechnung wird die gesamte Stele auf 2 m Höhe und 1 m Breite geschätzt Mit diesen Abmessungen kann die Inschrift DFa mit den monumentalen königlichen Inschriften (wie zum Beispiel der Inschrift DB von Bisotun) Schritt halten. Achämenidische Inschriften treten im Allgemeinen im Verbund mit Reliefs auf und sind hoch oben an steilen Berghängen oder in Palästen zu finden. DFa stellt hier eine Ausnahme dar.
Die Inschrift wurde in einem Privathaus gefunden, das über den Ruinen der Stadtbefestigung errichtet und bei einem Brand im 5. Jahrhundert v. Chr. zerstört wurde. Da das Fragment ebenfalls Brandspuren aufweist, bildet die Zerstörung des Hauses das Datum, vor dem das Fragment ins Haus gelangte (Terminus ante quem).

## Forschungsgeschichte
Sprachwissenschaftliche Untersuchungen, die auf der lexikalischen Analyse basieren, konzentrierten sich unter anderem auf den Namen des Königs, der in der Inschrift in der ersten Zeile im Genetiv steht. Während in der Erstpublikation von Alexander B. Nikitin und Vladimir D. Kuznetsov daraus geschlossen wurde, dass Dareios I. nicht der Urheber des Textes sein könnte, wurde in späteren Untersuchungen darauf hingewiesen, dass der Genetiv des Königs in verschiedenen Inschriften von Dareios I., wie zum Beispiel in DNc, vorkommt. Zudem wird der Name von Dareios I. in der zweiten Zeile von DFa zusammen mit dem Titel der König rekonstruiert. Obwohl der Genetiv auch in Inschriften von Xerxes I. auftaucht (zum Beispiel in der Inschrift XVa), wird die Interpretation, die Xerxes I. als Autoren von DFa ausweist, aufgrund von historischen Gründen verworfen.

## Rezeption

Griechische Kolonien an der nördlichen Küste des Schwarzen Meers

Standort von Phanagoria

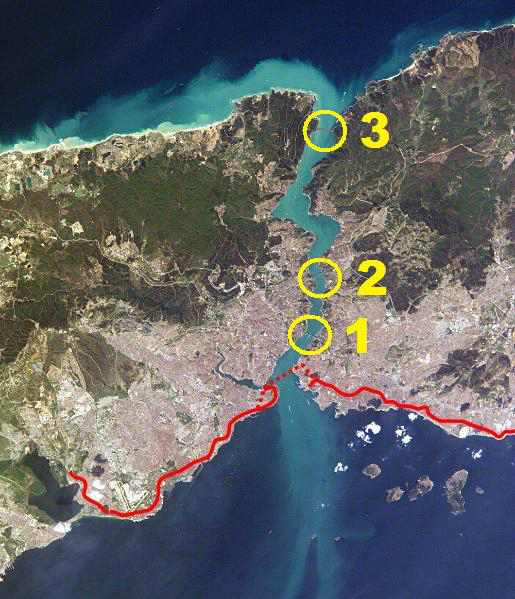
Heutige Brücken über den Bosporus. Die Fatih-Sultan-Mehmet-Brücke (2) entspricht dem vermuteten Standort der Brücke von Dareios I.

Der Inhalt der Inschrift DFa ist derart lückenhaft, dass aus dem Text weder der Anlass ihrer Errichtung noch der Standort gelesen werden kann. Deshalb werden archäologische Ergebnisse und die Quellen, die die antiken Schriftsteller hinterlassen haben, für die Interpretation hinzugezogen.
Es sind Überlieferungen von Herodot, Ktesias von Knidos, Dionysios von Byzanz, Polyainos und Strabon, die mit der Inschrift von Phanagoria im Zusammenhang gebracht werden. Drei von ihnen berichten von monumentalen Konstruktionen mit Inschriften bei der Brücke über den Bosporus im Rahmen der Skythenkampagne von Dareios I. Der Ort, wo Dareios I. seine Brücke bauen ließ, lag in der Mitte zwischen Byzanz und dem Tempel an der Mündung des Schwarzen Meers. Ihr Standort wird an der schmalsten Stelle der Meerenge mit 700 m vermutet, dort wo heute die Fatih-Sultan-Mehmet-Brücke steht, die von 1985 bis 1988 erbaut wurde. Es wird angenommen, dass der Feldzug von Dareios I. ungefähr 513–512 v. Chr. stattgefunden hat. Nachdem Gerüchte über das Scheitern der Perser nach Byzanz und Chalkedon gelangt waren, wurden die Monumente in Stücke zerteilt und nach Byzanz und an die Seite des Tempels für Dionysos gebracht. Von dort könnte ein Fragment als Trophäe nach Phanagoria gelangt sein, denn dieser Ort war als Kolonie von Teos errichtet worden, als dortige Einwohner vor den Persern 546 v. Chr. geflüchtet waren. Es kann aber auch nicht ausgeschlossen werden, dass der Stein als Ballast in einem Schiffsrumpf zum Kimmerischen Bosporus gelangte. Es wurden versunkene Schiffe in Phanagoria gefunden, die mit abgerundeten Pflastersteinen mit fremder Herkunft und Ziegeln aus Pantikapaion und Sinop beladen waren, die auf eine solche Verwendung hindeuten. Da Steine Mangelware in der Gegend waren, spielte der Import von Steinen in der frühen Entwicklung der Städte in der nördlichen Region des Schwarzen Meers eine wesentliche Rolle. Sie wurden als Ballast im Rumpf der Schiffe transportiert. Die auf der Taman-Halbinsel gefundenen Steine aus Granit, Basalt, Kalkstein, Marmor und vulkanischen Steinen stammen alle von Auswärts.
Es wird nicht ausgeschlossen, dass die ursprüngliche Fassung der Stelen am Bosporus aus den bekannten Sprachversionen der achämenidischen Königsinschriften mit einer zusätzlichen griechischen bestanden hat. Es kann auch nicht ausgeklammert werden, dass die Völker analog zu den bekannten Völkerdarstellungen der Stele von Susa oder der Grabmäler in Naqsch-e Rostam bildlich dargestellt waren.